# لا شيء عنا بدوننا
"لا شيء عنّا من دوننا" هو شعار يُستخدم للتعبير عن فكرة مفادها أنه لا ينبغي اتخاذ أي سياسة من قِبل أي ممثل دون المشاركة الكاملة والمباشرة لأعضاء المجموعة أو المجموعات المتأثرة بتلك السياسة. في شكله الحديث، غالبًا ما ينطبق ذلك على المجموعات القومية أو العرقية أو المعنية بالإعاقة أو غيرها من الفئات التي كثيرًا ما تكون مهمَّشة سياسيًا واجتماعيًا واقتصاديًا.

## التاريخ
يرجع أصل هذا القول إلى التقاليد السياسية في وسط أوروبا. فقد كان الشعار السياسي الذي ساعد في إرساء—وبتعبيره اللاتيني المترجم بشكل غير حرفي، أعطى الاسم لـ—التشريع الدستوري في بولندا عام 1505، Nihil novi، الذي نقل لأول مرة سلطة الحكم من الملك إلى البرلمان. ومن ثم أصبح مثلًا يُضرب به المثل في القيم الديمقراطية. كما أنه يُعد مبدأً راسخًا في القانون والسياسة الخارجية الهنغارية، وكان حجر الزاوية في السياسة الخارجية لبولندا في فترة ما بين الحربين.
ومؤخرًا، ظهرت عبارة "لا شيء عن أوكرانيا من دون أوكرانيا" في سياق الحرب الروسية-الأوكرانية، للتأكيد على أن أي مفاوضات تتعلق بوضع أوكرانيا لا ينبغي أن تتم دون مشاركتها. وقد استخدمت أنجيلا ميركل وجوزيف بايدن هذه العبارة في خطابات حول الحرب في أوكرانيا.
وقد شكّلت العبارة جزءًا من عنوان الفيلم الوثائقي الذي أخرجه كشيشتوف كييشلوفسكي عام 1972 بعنوان عمال ’71: لا شيء عنّا من دوننا. 
دخل المصطلح بصيغته الإنجليزية في التداول خلال تسعينيات القرن العشرين، عندما تبنّته دوائر نشطاء حقوق ذوي الإعاقة. ويروي جيمس تشارلتون أنه سمع العبارة لأول مرة في كلمات ألقاها ناشطان جنوب أفريقيان في مجال الإعاقة، هما مايكل ماسوثا و ويليام رولاند، وكانا قد سمعاها بدورهما من ناشط من أوروبا الشرقية لم يُذكر اسمه، وذلك خلال مؤتمر دولي سابق حول حقوق ذوي الإعاقة. وفي عام 1998 استخدم تشارلتون العبارة كعنوان لكتاب عن حقوق ذوي الإعاقة. كما استخدمها ناشط آخر في حقوق ذوي الإعاقة، ديفيد وورنر، عنوانًا لكتاب آخر صدر في العام نفسه. وفي عام 2004 استخدمت الأمم المتحدة الشعار كموضوع ليوم الأشخاص ذوي الإعاقة العالمي، ويرتبط أيضًا باتفاقية حقوق الأشخاص ذوي الإعاقة.
وقد توسع استخدام هذا الشعار ليتجاوز مجتمع نشطاء حقوق ذوي الإعاقة، فوصل إلى مجموعات ومجالات أخرى. وفي عام 2021، نشرت منظمة الصحة العالمية دليلًا يحمل نفس الاسم، توصي فيه بإشراك الأطفال والمراهقين في عملية اتخاذ القرار المتعلقة بالسياسات الصحية التي تؤثر عليهم.

## روابط خارجية
- "لا شيء عنا بدوننا" - الاعتراف بحقوق الأشخاص ذوي الإعاقة - كرونيكل الأمم المتحدة
- لا شيء عنا بدوننا: حقوق الإنسان والإعاقة